# Яманаси Хандзо
Яманаси Хандзо  (яп. 山梨半造 Яманаси Хандзо:, 6 апреля 1864, Хирацука — 2 июля 1944, Токио) — генерал Императорской армии Японии и генерал-губернатор Кореи в период с 1927 по 1929 годы.

## Биография
Хандзо родился в городе Хирацука (на сегодняшний день город входит в префектуру Канагава). Окончил восемь классов Императорской военной академии в 1886 году и восемь курсов Императорского военного колледжа — в 1892. В ходе первой японо-китайской войны воевал в составе 4-й пехотной бригады, входившей в состав 2-й японской армии.
После войны занимал ряд административных постов. С 1898 по 1902 годы был военным атташе в Германии.
В течение русско-японской войны Яманаси Хандзо был заместителем командующего 2-й армией и, позже, командующим 3-й дивизией. Сразу после войны Яманаси вернулся в Европу, где продолжил службу в качестве военного атташе — сначала, с 1905 по 1907 годы — в Австро-Венгрии, а затем, с 1907 года — в Германии.
В 1911 году Яманаси Хандзо получил звание генерал-майора и стал командующим 30-й пехотной бригадой. В следующем году его перевели в 1-ю пехотную бригаду. В ходе Первой мировой войны Яманаси командовал 18-й дивизией, участвовавшей в битве при Циндао. В 1916 году он был повышен до генерал-лейтенанта, а в 1921 году стал полным генералом.
С 1921 по 1923 годы Яманаси был министром армии в кабинетах Хары Такаси, Такахаси Корэкиё и Като Томосабуро.
В 1927 году он ушёл в отставку с действительной военной службы. С 1927 по 1929 годы он был генерал-губернатором Кореи. Его правление часто рассматривается как возврат к политике Тэраути Масатакэ и Хасэгавы Ёсимити.